# Sten Ljunggren (skådespelare)
Sten Ivar Ljunggren, född 16 oktober 1938 i Engelbrekts församling i Stockholm, är en svensk skådespelare.

## Biografi
Ljunggren växte upp i Sigtuna som nummer tre i raden av fem syskon. Hans far var lärare och hans mor hemmafru. Han spelade teater i skolan och detta intresse tog så småningom överhanden och var en bidragande orsak till att han övergav sina studier i språk i Stockholm. Under studenttiden medverkade han i studentteatern och spelade där i Strindbergs vandringsdrama Lycko-Pers resa. Sin medverkan i pjäsen har Ljunggren beskrivit som "en oerhörd befrielse, en eufori. Som att jag bröt en väg mot omvärlden och kom ut ur min isolering och ensamhet. Det framstod som självklart att bli skådespelare."
Han inledde sina teaterstudier vid Axel Witzanskys teaterskola i Stockholm. 1964–1967 studerade han vid Statens scenskola i Malmö. där han var elevkamrat med bland andra Berit Carlberg, Stig Engström, Rolf Larsson, och Barbro Oborg. Efter examen började han på Norrbottensteatern då den avgående chefen för scenskolan George Fant tog med sig några av de mer begåvade eleverna till Luleå när han 1967 blev teaterchef där. På Norrbottensteatern spelade Ljunggren bland annat drängen i Bertolt Brechts pjäs Herr Puntila och hans dräng Matti och Lennie i John Steinbecks Möss och människor. Han stannade i Luleå till 1973 då han kom till Göteborg där han fram till 1989 växlade mellan Folkteatern och Stadsteatern. Ljunggren debuterade på stadsteatern vid Götaplatsen som kungamördaren Anckarström i Strindbergs drama Gustav III med Sven Wollter i titelrollen.  
Efter nästan två decennier i Göteborg kreerade Ljunggren sommaren 1989 teaterdirektör Sjövall i Riksteaterns uppsättning av August Blanches klassiska komedi Ett resande teatersällskap. Efter premiären på Sundsvalls teater for den uppskattade föreställningen land och rike runt i ett par månader.  
Hösten 1989 flyttade Ljunggren till Stockholm och engagerades vid Stadsteatern. Hans första roll i Stockholm var som Regissören i nobelpristagaren Luigi Pirandellos pjäs Sex roller söker en författare  med bland andra Lena Söderblom, Anders Nyström och Helena Bergström. Ljunggren har till dags dato medverkat i över 50 uppsättningar på Stockholms stadsteater. Vid sidan om Stadsteatern har han även framträtt i flera roller på Dramaten.
På TV och i film har Ljunggren gjort sig känd genom sina många biroller och har kallats för "de stora birollernas man". Han har ofta gestaltat tragiska rollfigurer som illustrerar det sårbara i mansbilden. Som exempel kan nämnas läraren Henrik i TV-serien Svenska hjärtan (1987–1998) och den frånskilde Birger i Tillsammans (2000). Han är även känd för rollen som den buttre och konservative före detta provinsialläkaren Axel Holtman i Skärgårdsdoktorn (1997–2000).
Vid Guldbaggegalan 2021 tilldelades Ljunggren Hedersguldbaggen. Motiveringen löd "Årets pristagare har under snart femtio år gjort en rad fina rolltolkningar, på både film, tv och scenen. Ofta har han spelat sårbara och komplicerade män, som han aldrig moraliserar över. Han har blivit folkkär genom att tala direkt till svenska hjärtan, och ger publiken en känsla av trygghet. Han får det svåra att se så enkelt ut – ett kännetecken hos varje briljant skådespelare."
Sten Ljunggren var Sommarvärd i P1 6 augusti 2021.

## Privatliv
Sten Ljunggrens första äktenskap varade 1962–1967 med Marianne Dyfverman (1939–2010), dotter till distriktslantmätaren Carl Johan Dyfverman. Andra och tredje äktenskapet är med skådespelaren Barbro Oborg (född 1941). De gifte sig 1968, skildes 1979 och gifte om sig 1991. Alla deras barn, Petter (född 1968), Matti (född 1971) och Maria (född 1973), har förekommit i TV-teatersammanhang.

## Priser och utmärkelser
- Litteris et Artibus,  2011[8]
- Hedersguldbaggen,  2021[9]

[Redigera Wikidata]

## Filmografi
- 1971 – Den byxlöse äventyraren (TV-serie)
- 1973 – Det gröna kortet
- 1974 – Rymmare
- 1975 – Gyllene år (TV-serie)
- 1977 – Hammarstads BK (TV-serie)
- 1977 – Lära för livet (TV-serie)
- 1978 – Lyftet
- 1978 – Strandfyndet (TV-serie)
- 1979 – Mor gifter sig (TV-serie)
- 1981 – Stjärnhuset (TV-serie)
- 1982 – Målaren
- 1982 – Vi ses på Bråddvaj (TV-serie)
- 1982 – Skulden (TV-serie)
- 1983 – Kalabaliken i Bender
- 1983 – Nilla (TV-serie)
- 1984 – Jönssonligan får guldfeber
- 1984 – Polisen som vägrade ge upp (TV-serie)
- 1984 – Tryggare kan ingen vara ... (TV-serie)
- 1985 – Dödspolare
- 1986 – Fläskfarmen
- 1986 – Hövdingen (TV-serie)
- 1986 – Morrhår och ärtor
- 1987 – Nionde kompaniet
- 1987 – Svenska hjärtan (TV-serie)
- 1988 – Enkel resa
- 1988 – Oliver & gänget (röst som mr. Sykes)
- 1988 – SOS – en segelsällskapsresa
- 1988 – Stoft och skugga (TV-serie)
- 1988 – Träpatronerna (TV-serie)
- 1989 – Gengångare
- 1989 – Husbonden – piraten på Sandön (TV-serie)
- 1989 – Hassel – Säkra papper
- 1989 – Mördaren – eller renhetens demoni
- 1989 – Sparvöga (TV-serie)
- 1989 – Tre kärlekar (TV-serie)
- 1990 – Greger Olsson köper en bil
- 1990 – Smash (TV-serie)
- 1991 – 1628 (TV-serie)
- 1991 – "Harry Lund" lägger näsan i blöt!
- 1991 – Sanning och konsekvens
- 1991 – Rosenbaum (TV-serie)
- 1992 – Blueprint (TV-serie)
- 1992 – Den goda viljan
- 1993 – Den gråtande ministern (TV-serie)
- 1993 – Fredrikssons fabrik (TV-serie)
- 1993 – Hemresa
- 1993 – Lotta flyttar hemifrån
- 1993–2001 – Rederiet (TV-serie)
- 1994 – Den vite riddaren (TV-serie)
- 1994 – Flumsnack
- 1994 – Frihetens skugga (TV-serie)
- 1994 – Pillertrillaren
- 1994 – Utmaningen
- 1994 – Zorn
- 1995 – Gränsen
- 1995 – Snoken (TV-serie)
- 1995 – Som löven i Vallombrosa (TV-serie)
- 1996 – Att stjäla en tjuv
- 1996 – Ellinors bröllop
- 1996 – Ett sorts Hades
- 1996 – Harry & Sonja
- 1996 – När Finbar försvann
- 1997 – Bara prata lite
- 1997 – Beck – Monstret
- 1997 – Flickan och dimman
- 1997 – Kenny Starfighter (TV-serie)
- 1997 – Sent i augusti
- 1997–2000 – Skärgårdsdoktorn (TV-serie)
- 1997 – Svensson Svensson – filmen
- 1998 – Detta har hänt (TV-serie)
- 1998 – Handelsresande i liv
- 1998 – OP7 (TV-serie)
- 1998–2000 – Pistvakt – En vintersaga (TV-serie)
- 1998 – Prinsen av Egypten (röst)
- 1999 – C/o Segemyhr (TV-serie)
- 1999 – Dödlig drift
- 1999 – Hälsoresan
- 1999 – Mitt i livet (TV-serie)
- 1999 – Raymond - sju resor värre
- 2000 – Brottsvåg (TV-serie)
- 2000 – Moltas Swingsters
- 2000 – Tillsammans
- 2001 – Anderssons älskarinna (TV-serie)
- 2001 – Kommissarie Winter (TV-serie)
- 2001 – Trio
- 2002 – K-G i nöd och lust
- 2003 – De drabbade (TV-serie)
- 2003 – Järnvägshotellet (TV-serie)
- 2003 – Ramona (TV-serie)
- 2003 – Utvecklingssamtal
- 2004 – Desmonds trashade äppelträd (berättarröst)
- 2004 – Lilla Jönssonligan på kollo
- 2004 – Linné och hans apostlar (TV-serie)
- 2004 – Populärmusik från Vittula
- 2004 – Strings
- 2005 – Den sista trippen
- 2005 – Den utvalde
- 2005 – God morgon alla barn (TV-serie)
- 2005 – Graven (TV-serie)
- 2005 – Lasermannen (TV-serie)
- 2005 – Pistvakt
- 2005 – Rubinbröllop
- 2006 – Desmond & träskpatraskfällan (berättarröst)
- 2006 – Lite som du (TV-serie)
- 2006 – Mäklarna (TV-serie)
- 2006 – Underbara älskade
- 2006 – Väntans historia
- 2007 – Borta med kvinnan
- 2007 – Ett gott parti (TV-serie)
- 2007 – Gynekologen i Askim (TV-serie)
- 2007 – Sanningen om Marika (TV-serie)
- 2008 – Hey Baberiba (TV-serie)
- 2008 – Oskyldigt dömd (TV-serie)
- 2009 – Upp (röst som Carl Fredriksson)
- 2009 – Karaokekungen
- 2009 – Leka med elden
- 2009 – Püha Tõnu kiusamine
- 2010 – Alice i Underlandet (röst)
- 2010 – Fyra år till
- 2010 – Våra vänners liv (TV-serie)
- 2011 – Anno 1790 (TV-serie)
- 2011 – Den bästa utsikten
- 2011 – Kommissarien och havet (TV-serie)
- 2011 – Någon annanstans i Sverige
- 2011 – Tintins äventyr: Enhörningens hemlighet (röst som Nestor)
- 2012 – Fuck Up
- 2012 – Mord, min tusensköna
- 2013 – Fjällbackamorden
- 2013 – Mig äger ingen
- 2013 – Solsidan (TV-serie)
- 2013 – Vi
- 2013 – Wallander – Den orolige mannen
- 2013 – Barna Hedenhös uppfinner julen (TV-serie)
- 2013 – Frost (röst som biskopen)
- 2014–2015 – Den fjärde mannen (TV-serie)
- 2014 – Där uppe
- 2015 – I nöd eller lust
- 2015 – Radioamatören
- 2015 – Nylon
- 2016 – Medan vi lever
- 2017 – Moving Sweden 2060
- 2018 – Gräns
- 2020 – Bäckström (TV-serie)
- 2020 – Mirakel (TV-serie)
- 2020 – Maria Wern – Ondskans djupa rot
- 2022 – Göta kanal 4 – Vinna eller försvinna
- 2022 – Bränn alla mina brev
- 2023 – Söndagsstek
- 2023 – Tillsammans 99
- 2025 – Ute och cyklar

## Teater

### Roller (ej komplett)
| År   | Roll                                  | Produktion                                                | Regi                    | Teater                                        |
| ---- | ------------------------------------- | --------------------------------------------------------- | ----------------------- | --------------------------------------------- |
| 1973 | Tok-Olle                              | Sköt dig själv och skit i andra Lars Molin                | Christian Lund          | Norrbottensteatern                            |
| 1989 |                                       | Ett resande teatersällskap August Blanche                 | Elisabeth G. Söderström | Riksteatern                                   |
| 1990 | Greve de Koefeld                      | Kean Alexandre Dumas den äldre                            | Jan Maagaard            | Stockholms stadsteater                        |
| 1992 | Ragnar                                | Cheek 2 cheek Jonas Gardell                               | Claire Wikholm          | Stockholms stadsteater                        |
| 1995 | Biskop Pandulf Hov Pamp Fyllo Svikare | Vigseln Witold Gombrowicz                                 | Karl Dunér              | Dramaten                                      |
| 1999 | Ralph Nickleby                        | Nicholas Nickleby David Edgar efter Charles Dickens roman | Georg Malvius           | Stockholms stadsteater                        |
| 2001 | Rubasjov                              | Natt klockan 12 på dagen Sidney Kingsley                  | Georg Malvius           | Stockholms stadsteater                        |
| 2002 | Alfieri                               | Utsikt från en bro Arthur Miller                          | Carl Kjellgren          | Stockholms stadsteater                        |
| 2002 | Serebjakov                            | Morbror Vanja Anton Tjechov                               | Thommy Berggren         | Stockholms stadsteater                        |
| 2002 | Hertigen/Fredrik                      | Som ni vill ha det William Shakespeare                    | Johanna Garpe           | Stockholms stadsteater                        |
| 2002 | Riddar Kato                           | Mio, min Mio Kristina Lugn                                | Stina Ancker            | Stockholms stadsteater                        |
| 2003 | General Jepantjin                     | Idioten David Fishelson                                   | Alexander Mørk-Eidem    | Stockholms stadsteater                        |
| 2004 | Gajev                                 | Körsbärsträdgården Anton Tjechov                          | Lennart Hjulström       | Stockholms stadsteater                        |
| 2005 | Svante Sture Måns Knekt               | Erik XIV August Strindberg                                | Lennart Hjulström       | Stockholms stadsteater                        |
| 2008 | Hans Brask Mäster Olof som gammal     | Mäster Olof August Strindberg                             | Lennart Hjulström       | Stockholms stadsteater                        |
| 2008 | Balthasar Conner                      | Lögn i helvete Anthony Neilson                            | Lars Amble              | Vasateatern, senare flyttad till Chinateatern |
| 2012 | Serebrjakov                           | Onkel Vanja Anton Tjechov                                 | Eirik Stubø             | Stockholms stadsteater                        |
| 2015 | Mäster Tid                            | Momo eller Kampen om tiden Michael Ende                   | Allan Svensson          | Stockholms stadsteater                        |
| 2015 | Jonathan                              | Farmor och vår Herre Hjalmar Bergman                      | Maria Löfgren           | Stockholms stadsteater                        |
| 2017 |                                       | Stilla liv Lars Norén                                     | Lars Norén              | Dramaten                                      |
| 2017 | G                                     | Vintermusik Lars Norén                                    | Sofia Jupither          | Kulturhuset Stadsteatern                      |
| 2018 | Blyger 436 år                         | Snövit – för vuxna Staffan Valdemar Holm                  | Staffan Valdemar Holm   | Kulturhuset Stadsteatern                      |
| 2019 | C                                     | Andante Lars Norén                                        | Lars Norén              | Dramaten                                      |
| 2021 |                                       | Korten på bordet Per Naroskin                             | Sissela Kyle            | Kulturhuset Stadsteatern                      |
| 2024 | Regementsläkare Tjebutykin            | Tre systrar (Три сeстры, Tri sestry) Anton Tjechov        | Eirik Stubø             | Kulturhuset Stadsteatern                      |